# Liste des monuments historiques de Jabbeke
Cette page regroupe l'ensemble des monuments classés de la ville de Jabbeke.
| Objet | Statut du classement? | Année de construction/architecte | Section communale | Adresse                  | Coordonnées                      | Numéro d'inventaire | Illustration                      |
| --- | --------------------- | -------------------------------- | ----------------- | ------------------------ | -------------------------------- | ------------------- | --------------------------------- |
| (nl) Hoeve genaamd d' Oude Stokerij                                                                                          |                       |                                  | Jabbeke           | Aartrijksesteenweg 70    | 51° 10′ 24″ nord, 3° 05′ 10″ est | 88719               | Téléverser                        |
| (nl) Hoeve met losse bestanddelen op omwald erf                                                                              |                       |                                  | Jabbeke           | Aartrijksesteenweg 72    | 51° 10′ 21″ nord, 3° 05′ 09″ est | 88720               | Téléverser                        |
| (nl) Hoeve met losse bestanddelen, gelegen langs de Waterstraat                                                              |                       |                                  | Jabbeke           | Aartrijksesteenweg 91    | 51° 10′ 09″ nord, 3° 05′ 21″ est | 88721               | Téléverser                        |
| (nl) Hoeve van het langgeveltype                                                                                             |                       |                                  | Jabbeke           | Aartrijksesteenweg 93    | 51° 10′ 06″ nord, 3° 05′ 10″ est | 88722               | Téléverser                        |
| (nl) Voormalige onderpastorie van de parochie Sint-Blasius                                                                   |                       |                                  | Jabbeke           | Caverstraat 6            | 51° 11′ 00″ nord, 3° 05′ 34″ est | 88723               | Téléverser                        |
| (nl) Vrijstaande herenwoning in ruime tuin met vijver                                                                        |                       |                                  | Jabbeke           | Caverstraat 10           | 51° 11′ 00″ nord, 3° 05′ 34″ est | 88724               | Téléverser                        |
| (nl) Samenstel van twee half vrijstaande woningen                                                                            |                       |                                  | Jabbeke           | Constant Permekelaan 1   | 51° 10′ 59″ nord, 3° 05′ 45″ est | 88725               | Téléverser                        |
| (nl) Samenstel van twee half vrijstaande woningen                                                                            |                       |                                  | Jabbeke           | Constant Permekelaan 3   | 51° 10′ 59″ nord, 3° 05′ 45″ est | 88725               | Téléverser                        |
| (nl) Half vrijstaand interbellum-villaatje in beboomde tuin                                                                  |                       |                                  | Jabbeke           | Constant Permekelaan 5   | 51° 10′ 58″ nord, 3° 05′ 46″ est | 88726               | Téléverser                        |
| (nl) Parochiekerk Sint-Blasius                                                                                               |                       |                                  | Jabbeke           | Dorpsstraat              | 51° 10′ 57″ nord, 3° 05′ 37″ est | 88727               | Téléverser                        |
| (nl) Café vlakbij de parochiekerk                                                                                            |                       |                                  | Jabbeke           | Dorpsstraat 7            | 51° 10′ 57″ nord, 3° 05′ 40″ est | 88728               | Téléverser                        |
| (nl) Hoekhuis met bijhorend magazijn                                                                                         |                       |                                  | Jabbeke           | Dorpsstraat 8            | 51° 10′ 59″ nord, 3° 05′ 41″ est | 88729               | Téléverser                        |
| (nl) 18de-eeuwse dorpsherberg Sint-Hubert                                                                                    | Oui                   |                                  | Jabbeke           | Dorpsstraat 13           | 51° 10′ 57″ nord, 3° 05′ 34″ est | 88730               | Téléverser                        |
| (nl) Opvallend burgerhuis |                       |                                  | Jabbeke           | Dorpsstraat 19           | 51° 10′ 56″ nord, 3° 05′ 33″ est | 88731               | Téléverser                        |
| (nl) Stenen romp van de Molen van Kerrebrouck                                                                                | Oui                   |                                  | Jabbeke           | Dorpsstraat 88           | 51° 10′ 54″ nord, 3° 05′ 16″ est | 88732               | Téléverser                        |
| (nl) Stenen romp van de Molen van Kerrebrouck                                                                                | Oui                   |                                  | Jabbeke           | Dorpsstraat 90           | 51° 10′ 54″ nord, 3° 05′ 16″ est | 88732               | Téléverser                        |
| (nl) Grote betonnen bunker en drie betonnen blokken uit de Tweede Wereldoorlog                                               |                       |                                  | Jabbeke           | Duikerstraat             | 51° 12′ 09″ nord, 3° 05′ 52″ est | 88733               | Téléverser                        |
| (nl) Dorpswoning in omhaagde tuin met fruitbomen                                                                             |                       |                                  | Jabbeke           | Duikerstraat 2           | 51° 12′ 01″ nord, 3° 05′ 28″ est | 88734               | Téléverser                        |
| (nl) Hoeve met losse bestanddelen                                                                                            |                       |                                  | Jabbeke           | Elfhoekstraat 1          | 51° 11′ 30″ nord, 3° 06′ 05″ est | 88735               | Téléverser                        |
| (nl) Losstaande woning |                       |                                  | Jabbeke           | Ettelgemstraat 2         | 51° 10′ 51″ nord, 3° 05′ 06″ est | 88736               | Téléverser                        |
| (nl) Kapel van Burggraaf Christian du Bus de Gisignies                                                                       |                       |                                  | Jabbeke           | Flamincka Park           | 51° 11′ 14″ nord, 3° 05′ 02″ est | 88737               | Téléverser                        |
| (nl) IJzeren brug over een rechte beek in het domein                                                                         |                       |                                  | Jabbeke           | Flamincka Park           | 51° 11′ 28″ nord, 3° 05′ 05″ est | 88738               | Téléverser                        |
| (nl) Bunker uit de Tweede Wereldoorlog                                                                                       |                       |                                  | Jabbeke           | Flamincka Park           | 51° 11′ 24″ nord, 3° 04′ 58″ est | 88739               | Téléverser                        |
| (nl) Arduinen zuil in de tuin van nr. 9                                                                                      |                       |                                  | Jabbeke           | Flamincka Park           | 51° 11′ 16″ nord, 3° 04′ 51″ est | 88740               | Téléverser                        |
| (nl) Villa in tuin, opgetrokken in 1882                                                                                      |                       |                                  | Jabbeke           | Flamincka Park 1         | 51° 11′ 11″ nord, 3° 05′ 01″ est | 88741               | Téléverser                        |
| (nl) Voormalige boswachtersswoning van het kasteeldomein                                                                     |                       |                                  | Jabbeke           | Flamincka Park 27        | 51° 11′ 25″ nord, 3° 05′ 08″ est | 88742               | Téléverser                        |
| (nl) Voormalige paardenstallen en koetshuis van het kasteeldomein                                                            |                       |                                  | Jabbeke           | Flamincka Park 35        | 51° 11′ 19″ nord, 3° 05′ 00″ est | 88743               | Téléverser                        |
| (nl) Eclectische villa met omheinde voortuin                                                                                 |                       |                                  | Jabbeke           | Gistelsteenweg 317       | 51° 10′ 43″ nord, 3° 06′ 15″ est | 88744               | Téléverser                        |
| (nl) De Vier Winden, voormalig woonhuis en atelier van kunstenaar Constant Permeke                                           |                       |                                  | Jabbeke           | Gistelsteenweg 341       | 51° 10′ 44″ nord, 3° 06′ 01″ est | 88745               | Téléverser                        |
| (nl) Vrije basisschool De Klimtoren                                                                                          |                       |                                  | Jabbeke           | Kapellestraat 12         | 51° 10′ 54″ nord, 3° 05′ 35″ est | 88746               | Téléverser                        |
| (nl) Torenvormige behuizing van de pompmachine bij de voormalige melkerij die Ferdinand D'hondt                              |                       |                                  | Jabbeke           | Kastanjebosstraat        |                                  | 88747               | Téléverser                        |
| (nl) Dorpswoning met voortuin                                                                                                |                       |                                  | Jabbeke           | Koffiestraat 11          | 51° 10′ 53″ nord, 3° 05′ 33″ est | 88748               | Téléverser                        |
| (nl) Van Oosterhoeve, begin-19de-eeuwse kleine hoeve op begraasd erf                                                         |                       |                                  | Jabbeke           | Krauwerstraat 2          | 51° 10′ 56″ nord, 3° 06′ 54″ est | 88749               | Téléverser                        |
| (nl) 19de-eeuwse hoeve met losse donkerrode bakstenen bestanddelen                                                           |                       |                                  | Jabbeke           | Kroondreef 58            | 51° 10′ 59″ nord, 3° 05′ 57″ est | 88750               | Téléverser                        |
| (nl) Imposante historische hoeve met drie losse gebouwen                                                                     |                       |                                  | Jabbeke           | Legeweg 19               | 51° 11′ 31″ nord, 3° 06′ 39″ est | 88751               | Téléverser                        |
| (nl) Hoeve 't Guysenhof |                       |                                  | Jabbeke           | Oudenburgweg 50          | 51° 11′ 18″ nord, 3° 06′ 30″ est | 88752               | Téléverser                        |
| (nl) Half vrijstaande burgerwoning met bijbouwen op het achtererf                                                            |                       |                                  | Jabbeke           | Stationsstraat 6         | 51° 11′ 01″ nord, 3° 05′ 42″ est | 88753               | Téléverser                        |
| (nl) Vrijstaande woning in tuin                                                                                              |                       |                                  | Jabbeke           | Stationsstraat 41        | 51° 11′ 08″ nord, 3° 05′ 34″ est | 88754               | Téléverser                        |
| (nl) Kazerne met legerbarak                                                                                                  | Oui                   |                                  | Jabbeke           | Stationsstraat 61        | 51° 11′ 46″ nord, 3° 05′ 28″ est | 88755               | Téléverser                        |
| (nl) Fraaie 18de-eeuwse hoeve Hoveniershof                                                                                   |                       |                                  | Jabbeke           | Stationsstraat 63        | 51° 11′ 53″ nord, 3° 05′ 24″ est | 88756               | Téléverser                        |
| (nl) Voormalig stationsgebouw van Jabbeke op de lijn Brugge-Oostende                                                         |                       |                                  | Jabbeke           | Stationsstraat 77        | 51° 11′ 59″ nord, 3° 05′ 23″ est | 88757               | Téléverser                        |
| (nl) Statig vrijstaand dubbelhuis                                                                                            |                       |                                  | Jabbeke           | Stationsstraat 166       | 51° 12′ 10″ nord, 3° 05′ 09″ est | 88758               | Téléverser                        |
| (nl) Hoeve Tempeliershof |                       |                                  | Jabbeke           | Torhoutweg 22            | 51° 11′ 07″ nord, 3° 04′ 19″ est | 88759               | Téléverser                        |
| (nl) Het Chartreuzenhof, historische hoeve                                                                                   |                       |                                  | Jabbeke           | Torhoutweg 35            | 51° 11′ 13″ nord, 3° 04′ 13″ est | 88760               | Téléverser                        |
| (nl) Monnikenhof, grote historische hoeve met losse bestanddelen                                                             |                       |                                  | Jabbeke           | Torhoutweg 37            | 51° 11′ 17″ nord, 3° 04′ 09″ est | 88761               | Téléverser                        |
| (nl) Kleine hoeve met twee losse bestanddelen                                                                                |                       |                                  | Jabbeke           | Walbekestraat 8          | 51° 10′ 38″ nord, 3° 06′ 18″ est | 88762               | Téléverser                        |
| (nl) Kleine 19de-eeuwse hoeve                                                                                                |                       |                                  | Jabbeke           | Zomerweg 28              | 51° 09′ 58″ nord, 3° 05′ 48″ est | 88763               | Téléverser                        |
| (nl) Bouchouttehof, historische hoeve                                                                                        |                       |                                  | Snellegem         | Boekhoutestraat 25       | 51° 10′ 30″ nord, 3° 07′ 47″ est | 88764               | Téléverser                        |
| (nl) Twee gelijkaardige dorpswoningen                                                                                        |                       |                                  | Snellegem         | Eernegemweg 13           | 51° 10′ 06″ nord, 3° 07′ 18″ est | 88765               | Téléverser                        |
| (nl) Twee gelijkaardige dorpswoningen                                                                                        |                       |                                  | Snellegem         | Eernegemweg 15           | 51° 10′ 06″ nord, 3° 07′ 18″ est | 88765               | Téléverser                        |
| (nl) Voormalige GEMEENTE SCHOOL                                                                                              |                       |                                  | Snellegem         | Eernegemweg 32           | 51° 10′ 07″ nord, 3° 07′ 13″ est | 88766               | Téléverser                        |
| (nl) Voormalige GEMEENTE SCHOOL                                                                                              |                       |                                  | Snellegem         | Eernegemweg 34           | 51° 10′ 07″ nord, 3° 07′ 13″ est | 88766               | Téléverser                        |
| (nl) Lage dorpswoning van zes traveeën                                                                                       |                       |                                  | Snellegem         | Eernegemweg 65           | 51° 10′ 01″ nord, 3° 07′ 03″ est | 88767               | Téléverser                        |
| (nl) Café Den Os |                       |                                  | Snellegem         | Eernegemweg 79           | 51° 10′ 01″ nord, 3° 06′ 56″ est | 88768               | Téléverser                        |
| (nl) Eind-19de-eeuwse hoeve met tabaksast                                                                                    |                       |                                  | Snellegem         | Gistelsteenweg 206       | 51° 10′ 47″ nord, 3° 07′ 03″ est | 88770               | Téléverser                        |
| (nl) Kapel van Onze Hemelse Moeder en de Heilige Judas Thaddeus                                                              |                       |                                  | Snellegem         | Gistelsteenweg           | 51° 10′ 44″ nord, 3° 07′ 06″ est | 88771               | Téléverser                        |
| (nl) Voormalige herberg Halfweghuis                                                                                          |                       |                                  | Snellegem         | Halfweghuisstraat 9      | 51° 10′ 47″ nord, 3° 07′ 26″ est | 88772               | Téléverser                        |
| (nl) Grote hoeve Ydenpraethove                                                                                               |                       |                                  | Snellegem         | Isenbaertstraat 32       | 51° 10′ 26″ nord, 3° 06′ 43″ est | 88773               | Téléverser                        |
| (nl) Historische hoeve Vlaeminckpoort of Ieftepoorte                                                                         |                       |                                  | Snellegem         | Kasteeldreef 1           | 51° 10′ 55″ nord, 3° 07′ 18″ est | 88774               | Téléverser                        |
| (nl) Het eclectische kasteel van Snellegem                                                                                   |                       |                                  | Snellegem         | Kasteeldreef 5           | 51° 11′ 02″ nord, 3° 07′ 23″ est | 88775               | Téléverser                        |
| (nl) Hoeve horend bij het kasteel van Snellegem                                                                              |                       |                                  | Snellegem         | Kasteeldreef 10          | 51° 10′ 59″ nord, 3° 07′ 31″ est | 88776               | Téléverser                        |
| (nl) Oranjerie van het kasteel van Snellegem                                                                                 |                       |                                  | Snellegem         | Kasteeldreef 16          | 51° 11′ 00″ nord, 3° 07′ 34″ est | 88777               | Téléverser                        |
| (nl) Oranjerie van het kasteel van Snellegem                                                                                 |                       |                                  | Snellegem         | Kasteeldreef 18          | 51° 11′ 00″ nord, 3° 07′ 34″ est | 88777               | Téléverser                        |
| (nl) De Sint-Eligiuskerk | Oui                   |                                  | Snellegem         | Kerkeweg                 | 51° 10′ 09″ nord, 3° 07′ 21″ est | 88778               | (nl) De Sint-Eligiuskerk          |
| (nl) Mooie dorpswoning tegenover de ingang van de parochiekerk Sint-Eligius                                                  |                       |                                  | Snellegem         | Kerkeweg 2               | 51° 10′ 10″ nord, 3° 07′ 24″ est | 88779               | Téléverser                        |
| (nl) Opvallende hoeve en voormalige herberg Sint-Sebastiaan                                                                  |                       |                                  | Snellegem         | Kerkeweg 5               | 51° 10′ 11″ nord, 3° 07′ 20″ est | 88780               | Téléverser                        |
| (nl) Voormalige kosterwoning van Snellegem                                                                                   |                       |                                  | Snellegem         | Kerkeweg 6               | 51° 10′ 11″ nord, 3° 07′ 23″ est | 88781               | Téléverser                        |
| (nl) Interbellumvilla in omhaagde tuin                                                                                       |                       |                                  | Snellegem         | Kerkeweg 9               | 51° 10′ 14″ nord, 3° 07′ 19″ est | 88782               | Téléverser                        |
| (nl) Hoeve met losse bestanddelen                                                                                            |                       |                                  | Snellegem         | Kwetshagestraat 13       | 51° 11′ 49″ nord, 3° 07′ 06″ est | 88783               | Téléverser                        |
| (nl) Historische hoeve Van Leeg tot Zand                                                                                     |                       |                                  | Snellegem         | Legeweg 10               | 51° 11′ 21″ nord, 3° 07′ 11″ est | 88784               | Téléverser                        |
| (nl) 19de-eeuwse hoeve van het langgeveltype                                                                                 |                       |                                  | Snellegem         | Legeweg 27               | 51° 11′ 28″ nord, 3° 07′ 11″ est | 88785               | Téléverser                        |
| (nl) Hoeve Het Oosthof | Oui                   |                                  | Snellegem         | Oostmoerstraat 1         | 51° 10′ 08″ nord, 3° 07′ 26″ est | 88786               | Téléverser                        |
| (nl) Historische hoeve met losstaande bestanddelen                                                                           |                       |                                  | Snellegem         | Oostmoerstraat 44        | 51° 10′ 05″ nord, 3° 07′ 47″ est | 88787               | Téléverser                        |
| (nl) De Boerenmolen van Snellegem                                                                                            | Oui                   |                                  | Snellegem         | Oude Bruggeweg 3         | 51° 10′ 11″ nord, 3° 06′ 23″ est | 88788               | (nl) De Boerenmolen van Snellegem |
| (nl) Neogotische Hostiekapel                                                                                                 |                       |                                  | Snellegem         | Oude Gistelsteenweg 1    | 51° 10′ 44″ nord, 3° 08′ 02″ est | 88789               | Téléverser                        |
| (nl) Gerenoveerde hoeve |                       |                                  | Snellegem         | Oude Gistelsteenweg 8    | 51° 10′ 49″ nord, 3° 07′ 57″ est | 88790               | Téléverser                        |
| (nl) Het Hildeghemhof, historische hoeve                                                                                     | Oui                   |                                  | Snellegem         | Vloethemveldstraat 1     | 51° 09′ 37″ nord, 3° 06′ 01″ est | 88791               | Téléverser                        |
| (nl) Begin-19de-eeuwse hoeve van het langgestrekte type                                                                      |                       |                                  | Snellegem         | Westmoere 23             | 51° 10′ 00″ nord, 3° 07′ 18″ est | 88792               | Téléverser                        |
| (nl) Hoeve met twee volumes                                                                                                  | Oui                   |                                  | Snellegem         | Woudweg naar Zedelgem 14 | 51° 09′ 50″ nord, 3° 06′ 46″ est | 88793               | Téléverser                        |
| (nl) Historische hoeve Vloethemhoeve                                                                                         | Oui                   |                                  | Snellegem         | Woudweg naar Zedelgem 19 | 51° 09′ 35″ nord, 3° 06′ 54″ est | 88794               | Téléverser                        |
| (nl) Hoeve bestaande uit drie losse bestanddelen                                                                             | Oui                   |                                  | Snellegem         | Woudweg naar Zedelgem 21 | 51° 09′ 29″ nord, 3° 06′ 57″ est | 88795               | Téléverser                        |
| (nl) Voormalige boswachterswoning van het Vloethemveld, De Vier-Eycken                                                       | Oui                   |                                  | Snellegem         | Woudweg naar Zedelgem 24 | 51° 09′ 02″ nord, 3° 06′ 38″ est | 88796               | Téléverser                        |
| (nl) Hoeve met twee parallelle volumes                                                                                       | Oui                   |                                  | Snellegem         | Zandweg naar Aartrijke 2 | 51° 09′ 33″ nord, 3° 05′ 38″ est | 88797               | Téléverser                        |
| (nl) Kleine 19de-eeuwse hoeve                                                                                                |                       |                                  | Snellegem         | Zomerweg 28              | 51° 09′ 58″ nord, 3° 05′ 48″ est | 88798               | Téléverser                        |
| (nl) Hoeve met twee volumes                                                                                                  |                       |                                  | Snellegem         | Zomerweg 41              | 51° 10′ 04″ nord, 3° 05′ 58″ est | 88799               | Téléverser                        |
| (nl) Sint-Jan-Baptistkerk | Oui                   |                                  | Stalhille         | Cathilleweg              | 51° 12′ 52″ nord, 3° 04′ 17″ est | 88800               | Téléverser                        |
| (nl) Voormalige woning en magazijnen van een graanhandelaar                                                                  |                       |                                  | Stalhille         | Cathilleweg 1            | 51° 12′ 15″ nord, 3° 04′ 57″ est | 88801               | Téléverser                        |
| (nl) Gerenoveerde, tot villa omgebouwde 18de-eeuwse hoeve                                                                    |                       |                                  | Stalhille         | Cathilleweg 3            | 51° 12′ 33″ nord, 3° 04′ 34″ est | 88802               | Téléverser                        |
| (nl) Grote historische hoeve met losse bestanddelen                                                                          | Oui                   |                                  | Stalhille         | Cathilleweg 6            | 51° 12′ 26″ nord, 3° 04′ 48″ est | 88803               | Téléverser                        |
| (nl) Gebouwen van de voormalige brouwerij Den Hoorn                                                                          |                       |                                  | Stalhille         | Cathilleweg 11           | 51° 12′ 35″ nord, 3° 04′ 31″ est | 88804               | Téléverser                        |
| (nl) Eenvoudige vrijstaande woning                                                                                           |                       |                                  | Stalhille         | Cathilleweg 13           | 51° 12′ 36″ nord, 3° 04′ 31″ est | 88805               | Téléverser                        |
| (nl) Voormalige GEMEENTE SCHOOL van Stalhille                                                                                |                       |                                  | Stalhille         | Cathilleweg 38_1         | 51° 12′ 38″ nord, 3° 04′ 31″ est | 88806               | Téléverser                        |
| (nl) Voormalige GEMEENTE SCHOOL van Stalhille                                                                                |                       |                                  | Stalhille         | Cathilleweg 38_2         | 51° 12′ 38″ nord, 3° 04′ 31″ est | 88806               | Téléverser                        |
| (nl) Voormalige GEMEENTE SCHOOL van Stalhille                                                                                |                       |                                  | Stalhille         | Cathilleweg 38_3         | 51° 12′ 38″ nord, 3° 04′ 31″ est | 88806               | Téléverser                        |
| (nl) Eenvoudige dorpswoning                                                                                                  |                       |                                  | Stalhille         | Cathilleweg 50           | 51° 12′ 42″ nord, 3° 04′ 29″ est | 88807               | Téléverser                        |
| (nl) Grote burgerwoning, teruggaand op een 18de-eeuwse brouwerij                                                             |                       |                                  | Stalhille         | Cathilleweg 94           | 51° 12′ 52″ nord, 3° 04′ 23″ est | 88808               | Téléverser                        |
| (nl) Begin-19de-eeuwse daglonerswoning van de Watering van Blankenberge                                                      |                       |                                  | Stalhille         | Cathilleweg 58           | 51° 12′ 45″ nord, 3° 04′ 26″ est | 88809               | Téléverser                        |
| (nl) Grote burgerwoning |                       |                                  | Stalhille         | Cathilleweg 75           | 51° 12′ 48″ nord, 3° 04′ 20″ est | 88810               | Téléverser                        |
| (nl) Ruime, vrijstaande burgerwoning                                                                                         |                       |                                  | Stalhille         | Cathilleweg 80           | 51° 12′ 48″ nord, 3° 04′ 25″ est | 88811               | Téléverser                        |
| (nl) Burgerwoning met achterliggende ommuurde boomgaard                                                                      |                       |                                  | Stalhille         | Cathilleweg 83           | 51° 12′ 50″ nord, 3° 04′ 19″ est | 88812               | Téléverser                        |
| (nl) Ruim burgerhuis in dorpskern van Stalhille                                                                              |                       |                                  | Stalhille         | Cathilleweg 85           | 51° 12′ 50″ nord, 3° 04′ 18″ est | 88813               | Téléverser                        |
| (nl) Café 't Oud Gemeentehuis                                                                                                |                       |                                  | Stalhille         | Cathilleweg 88           | 51° 12′ 50″ nord, 3° 04′ 22″ est | 88814               | Téléverser                        |
| (nl) Mooi burgerhuis grenzend aan de zuidelijke kerkhofmuur                                                                  |                       |                                  | Stalhille         | Cathilleweg 91           | 51° 12′ 52″ nord, 3° 04′ 18″ est | 88815               | Téléverser                        |
| (nl) Imposante vrijstaande woning, gelegen ten noorden van het kerkhof                                                       |                       |                                  | Stalhille         | Cathilleweg 93           | 51° 12′ 53″ nord, 3° 04′ 16″ est | 88816               | Téléverser                        |
| (nl) Indrukwekkende 18de-eeuwse polderhoeve van het langgestrekte type                                                       |                       |                                  | Stalhille         | Cathilleweg 118          | 51° 12′ 58″ nord, 3° 04′ 16″ est | 88817               | Téléverser                        |
| (nl) Prachtige 18de-eeuwse hoeve                                                                                             |                       |                                  | Stalhille         | Kalsijdeweg 1            | 51° 12′ 49″ nord, 3° 04′ 17″ est | 88819               | Téléverser                        |
| (nl) Lage woning van het langgeveltype                                                                                       |                       |                                  | Stalhille         | Kalsijdeweg 16           | 51° 12′ 53″ nord, 3° 04′ 10″ est | 88820               | Téléverser                        |
| (nl) Voormalige molenaarswoning met ten noorden de tot gastenverblijf omgebouwde molenromp                                   |                       |                                  | Stalhille         | Kalsijdeweg 34           | 51° 12′ 55″ nord, 3° 00′ 00″ est | 88821               | Téléverser                        |
| (nl) 18de-eeuwse hoeve met twee lange in L-vorm geplaatste losse bestanddelen                                                |                       |                                  | Stalhille         | Langendorpweg 1          | 51° 13′ 31″ nord, 3° 04′ 46″ est | 88822               | Téléverser                        |
| (nl) Hoeve bestaande uit losse bakstenen bestanddelen                                                                        |                       |                                  | Stalhille         | Paddegatstraat 3         | 51° 12′ 31″ nord, 3° 03′ 18″ est | 88823               | Téléverser                        |
| (nl) Hoeve De Rode Poort |                       |                                  | Stalhille         | Spanjaardstraat 47       | 51° 13′ 06″ nord, 3° 04′ 27″ est | 88824               | Téléverser                        |
| (nl) Hoeve met losse bestanddelen op een onverhard erf met ten zuiden een boomgaard                                          |                       |                                  | Stalhille         | Spanjaardstraat 52       | 51° 13′ 17″ nord, 3° 04′ 37″ est | 88825               | Téléverser                        |
| (nl) Hoeve met losse bestanddelen op een rechthoekig erf met ten zuiden een poel                                             |                       |                                  | Stalhille         | Spanjaardstraat 53       | 51° 13′ 21″ nord, 3° 04′ 37″ est | 88826               | Téléverser                        |
| (nl) Zogenaamd Blauwe Hoeve, historische hoeve van het langgeveltype                                                         |                       |                                  | Stalhille         | Spanjaardstraat 54       | 51° 13′ 40″ nord, 3° 04′ 51″ est | 88827               | Téléverser                        |
| (nl) Kleine, verzorgde hoeve                                                                                                 |                       |                                  | Zerkegem          | Aartrijksesteenweg 106   | 51° 09′ 11″ nord, 3° 05′ 13″ est | 88828               | Téléverser                        |
| (nl) Historische hoeve met losse bestanddelen                                                                                |                       |                                  | Zerkegem          | Bedevaartstraat 4        | 51° 10′ 04″ nord, 3° 03′ 32″ est | 88829               | Téléverser                        |
| (nl) Twee identieke lage dorpswoningen in omhaagde tuin                                                                      |                       |                                  | Zerkegem          | Bekegemstraat 22         | 51° 09′ 53″ nord, 3° 04′ 02″ est | 88830               | Téléverser                        |
| (nl) Twee identieke lage dorpswoningen in omhaagde tuin                                                                      |                       |                                  | Zerkegem          | Bekegemstraat 24         | 51° 09′ 53″ nord, 3° 04′ 02″ est | 88830               | Téléverser                        |
| (nl) Wegkapel KAPELLE OLV VAN TROOSTERS NOOD                                                                                 |                       |                                  | Zerkegem          | Bekegemstraat 42         | 51° 09′ 33″ nord, 3° 03′ 34″ est | 88831               | Téléverser                        |
| (nl) Begin-20ste-eeuws woonstalhuis                                                                                          |                       |                                  | Zerkegem          | Gistelsteenweg 478       | 51° 10′ 27″ nord, 3° 03′ 52″ est | 88832               | Téléverser                        |
| (nl) Voormalige herberg |                       |                                  | Zerkegem          | Gistelsteenweg 548       | 51° 10′ 20″ nord, 3° 03′ 23″ est | 88833               | Téléverser                        |
| (nl) Hoeve 't Hellegathof |                       |                                  | Zerkegem          | Hellegatstraat 3         | 51° 11′ 00″ nord, 3° 02′ 59″ est | 88834               | Téléverser                        |
| (nl) Hoeve Hof ter Weiden |                       |                                  | Zerkegem          | Krakeelstraat 2          | 51° 10′ 10″ nord, 3° 04′ 07″ est | 88835               | Téléverser                        |
| (nl) Twee betonnen bunkers                                                                                                   |                       |                                  | Zerkegem          | Mosselstraat             | 51° 09′ 42″ nord, 3° 04′ 33″ est | 88836               | Téléverser                        |
| (nl) Hoeve in de dorpskern, gelegen op een groot begraasd erf ten zuiden van de parochiekerk Sint-Vedastus                   |                       |                                  | Zerkegem          | Mosselstraat 1           |                                  | 88837               | Téléverser                        |
| (nl) Hoeve bestaande uit losse bestanddelen                                                                                  |                       |                                  | Zerkegem          | Mosselstraat 3           | 51° 09′ 51″ nord, 3° 04′ 22″ est | 88838               | Téléverser                        |
| (nl) 18de-eeuwse hoeve |                       |                                  | Zerkegem          | Noordstraat 38           | 51° 10′ 36″ nord, 3° 03′ 26″ est | 88839               | Téléverser                        |
| (nl) Hoeve 't Lindenhof, imposante historische polderhoeve                                                                   |                       |                                  | Zerkegem          | Noordstraat 62           | 51° 11′ 06″ nord, 3° 03′ 18″ est | 88840               | Téléverser                        |
| (nl) Kleine hoeve bestaande uit lage woning en een stalletje                                                                 |                       |                                  | Zerkegem          | Paradijsweg 45           | 51° 09′ 41″ nord, 3° 04′ 16″ est | 88841               | Téléverser                        |
| (nl) Voormalige GEMEENTE SCHOOL                                                                                              |                       |                                  | Zerkegem          | Sarkoheemstraat 2        | 51° 10′ 00″ nord, 3° 04′ 12″ est | 88842               | Téléverser                        |
| (nl) Samenstel van twee lage dorpswoningen                                                                                   |                       |                                  | Zerkegem          | Sarkoheemstraat 11       | 51° 10′ 02″ nord, 3° 04′ 11″ est | 88843               | Téléverser                        |
| (nl) Samenstel van twee lage dorpswoningen                                                                                   |                       |                                  | Zerkegem          | Sarkoheemstraat 13       | 51° 10′ 02″ nord, 3° 04′ 11″ est | 88843               | Téléverser                        |
| (nl) Voormalige pastorie van de parochie                                                                                     |                       |                                  | Zerkegem          | Sarkoheemstraat 15       | 51° 10′ 02″ nord, 3° 04′ 14″ est | 88844               | Téléverser                        |
| (nl) Eenvoudige, maar verrassende dorpswoning                                                                                |                       |                                  | Zerkegem          | Sarkoheemstraat 19       | 51° 10′ 00″ nord, 3° 04′ 15″ est | 88845               | Téléverser                        |
| (nl) Samenstel van drie woningen, gebouwd in 1876                                                                            |                       |                                  | Zerkegem          | Sarkoheemstraat 21A      | 51° 09′ 59″ nord, 3° 04′ 16″ est | 88846               | Téléverser                        |
| (nl) Samenstel van drie woningen, gebouwd in 1876                                                                            |                       |                                  | Zerkegem          | Sarkoheemstraat 21B      | 51° 09′ 59″ nord, 3° 04′ 16″ est | 88846               | Téléverser                        |
| (nl) Samenstel van drie woningen, gebouwd in 1876                                                                            |                       |                                  | Zerkegem          | Sarkoheemstraat 21C      | 51° 09′ 59″ nord, 3° 04′ 16″ est | 88846               | Téléverser                        |
| (nl) Parochiekerk toegewijd aan Sint-Vedastus                                                                                |                       |                                  | Zerkegem          | Vedastusstraat           | 51° 09′ 58″ nord, 3° 04′ 13″ est | 88847               | Téléverser                        |
| (nl) Unieke 18de-eeuwse wegkapel Onze-Lieve-Vrouw van Goede Bijstand                                                         |                       |                                  | Zerkegem          | Vedastusstraat           | 51° 10′ 13″ nord, 3° 03′ 36″ est | 88848               | Téléverser                        |
| (nl) Verzorgde burgerwoning                                                                                                  |                       |                                  | Zerkegem          | Vedastusstraat 52        | 51° 10′ 03″ nord, 3° 03′ 51″ est | 88849               | Téléverser                        |
| (nl) Opvallende gevelrij in de dorpskern van Zerkegem                                                                        |                       |                                  | Zerkegem          | Vedastusstraat 90        | 51° 09′ 58″ nord, 3° 04′ 10″ est | 88850               | Téléverser                        |
| (nl) Hoeve De Blauwe Toren                                                                                                   |                       |                                  | Varsenare         | de Manlaan 48            | 51° 11′ 49″ nord, 3° 09′ 09″ est | 88851               | Téléverser                        |
| (nl) Rotskapel de Mans Rots                                                                                                  |                       |                                  | Varsenare         | de Manlaan               | 51° 11′ 59″ nord, 3° 09′ 02″ est | 88852               | Téléverser                        |
| (nl) Historisch kasteeldomein De Blauwe Toren                                                                                |                       |                                  | Varsenare         | de Manlaan 50            | 51° 12′ 07″ nord, 3° 08′ 59″ est | 88853               | Téléverser                        |
| (nl) Hoeve De Fonteyne |                       |                                  | Varsenare         | Fonteinebeekdreef 21     | 51° 10′ 55″ nord, 3° 07′ 57″ est | 88854               | Téléverser                        |
| (nl) Kluis de Blauwe Toren                                                                                                   |                       |                                  | Varsenare         | Gistelsteenweg 20        | 51° 11′ 30″ nord, 3° 09′ 22″ est | 88855               | Téléverser                        |
| (nl) Neoclassicistisch villa in park, grenzend aan de de Manlaan en de Zandstraat                                            |                       |                                  | Varsenare         | Gistelsteenweg 24        | 51° 11′ 38″ nord, 3° 09′ 11″ est | 88856               | Téléverser                        |
| (nl) Twee blauwe huizen |                       |                                  | Varsenare         | Gistelsteenweg 26        | 51° 11′ 28″ nord, 3° 09′ 14″ est | 88857               | Téléverser                        |
| (nl) Twee blauwe huizen |                       |                                  | Varsenare         | Gistelsteenweg 28        | 51° 11′ 28″ nord, 3° 09′ 14″ est | 88857               | Téléverser                        |
| (nl) Rood bakstenen art-decovilla in tuin                                                                                    |                       |                                  | Varsenare         | Gistelsteenweg 39        | 51° 11′ 25″ nord, 3° 09′ 16″ est | 88858               | Téléverser                        |
| (nl) Rood bakstenen art-decovilla in tuin                                                                                    |                       |                                  | Varsenare         | Gistelsteenweg 41        | 51° 11′ 25″ nord, 3° 09′ 15″ est | 88859               | Téléverser                        |
| (nl) Met aarde afgedekte koepelvormige ijskelder, begroeid met bomen en struiken                                             |                       |                                  | Varsenare         | Gistelsteenweg           | 51° 11′ 13″ nord, 3° 08′ 52″ est | 88860               | Téléverser                        |
| (nl) Voormalige herberg en afspanning De Steenoven                                                                           |                       |                                  | Varsenare         | Gistelsteenweg 157       | 51° 11′ 03″ nord, 3° 08′ 33″ est | 88861               | Téléverser                        |
| (nl) Opmerkelijke neoclassicistische woning, De Thiende Uytvanck 1846                                                        |                       |                                  | Varsenare         | Gistelsteenweg 173       | 51° 10′ 56″ nord, 3° 08′ 24″ est | 88862               | Téléverser                        |
| (nl) Domein Hof van Straeten                                                                                                 |                       |                                  | Varsenare         | Hof Van Straeten 1       | 51° 12′ 00″ nord, 3° 08′ 03″ est | 88863               | Téléverser                        |
| (nl) Hoeve De Warande |                       |                                  | Varsenare         | Hof Van Straeten 3       | 51° 11′ 58″ nord, 3° 08′ 09″ est | 88864               | Téléverser                        |
| (nl) Hoeve Ter Leye |                       |                                  | Varsenare         | Hogeweg 5                | 51° 12′ 22″ nord, 3° 08′ 40″ est | 88865               | Téléverser                        |
| (nl) Hoeve Goed ter Rietschilde of Rijsseele                                                                                 |                       |                                  | Varsenare         | Hogeweg 7                | 51° 12′ 26″ nord, 3° 08′ 52″ est | 88866               | Téléverser                        |
| (nl) Poytacxhoeve, beeldbepalende hoeve op de grens met Snellegem                                                            |                       |                                  | Varsenare         | Kwetshagestraat 10       | 51° 11′ 54″ nord, 3° 07′ 07″ est | 88867               | Téléverser                        |
| (nl) Hoeve Hof ten Leemputte                                                                                                 |                       |                                  | Varsenare         | Legeweg 12               | 51° 11′ 27″ nord, 3° 07′ 25″ est | 88868               | Téléverser                        |
| (nl) Hoeve Nieuwenhove, hoeve met losstaande bestanddelen gelegen in de bocht van de Legeweg                                 |                       |                                  | Varsenare         | Legeweg 14               | 51° 11′ 29″ nord, 3° 07′ 40″ est | 88869               | Téléverser                        |
| (nl) Het Meulenhuys |                       |                                  | Varsenare         | Molenstraat 3            | 51° 11′ 46″ nord, 3° 07′ 48″ est | 88870               | Téléverser                        |
| (nl) Intact bewaarde 19de-eeuwse rosmolen bij hoeve Het Kaproenken                                                           |                       |                                  | Varsenare         | Nachtegaalstraat 29      | 51° 12′ 41″ nord, 3° 06′ 58″ est | 88871               | Téléverser                        |
| (nl) Hoeve Bonem, met 18de- en 19de-eeuwse losse bestanddelen                                                                |                       |                                  | Varsenare         | Oosternieuwweg 1         | 51° 12′ 35″ nord, 3° 07′ 38″ est | 88872               | Téléverser                        |
| (nl) Parochiekerk Sint-Mauritius met omliggend kerkhof                                                                       | Oui                   |                                  | Varsenare         | Oude Dorpsweg 75         | 51° 11′ 21″ nord, 3° 08′ 34″ est | 88873               | Téléverser                        |
| (nl) Hoeve in omhaagde tuin                                                                                                  |                       |                                  | Varsenare         | Oude Dorpsweg 20         | 51° 11′ 26″ nord, 3° 08′ 53″ est | 88874               | Téléverser                        |
| (nl) Villa in omhaagde tuin                                                                                                  |                       |                                  | Varsenare         | Oude Dorpsweg 29         | 51° 11′ 24″ nord, 3° 08′ 51″ est | 88875               | Téléverser                        |
| (nl) Eenvoudige, verzorgde dorpswoning                                                                                       |                       |                                  | Varsenare         | Oude Dorpsweg 40         | 51° 11′ 26″ nord, 3° 08′ 47″ est | 88876               | Téléverser                        |
| (nl) Kasteeltje |                       |                                  | Varsenare         | Oude Dorpsweg 46         | 51° 11′ 26″ nord, 3° 08′ 43″ est | 88877               | Téléverser                        |
| (nl) Woning met voormalige modernistische stoommaalderij                                                                     |                       |                                  | Varsenare         | Oude Dorpsweg 52         | 51° 11′ 25″ nord, 3° 08′ 39″ est | 88878               | Téléverser                        |
| (nl) Imposante voormalige pastorie van Varsenare                                                                             |                       |                                  | Varsenare         | Oude Dorpsweg 58         | 51° 11′ 25″ nord, 3° 08′ 36″ est | 88879               | Téléverser                        |
| (nl) Café Oud Gemeentehuis                                                                                                   |                       |                                  | Varsenare         | Oude Dorpsweg 70         | 51° 11′ 23″ nord, 3° 08′ 33″ est | 88880               | Téléverser                        |
| (nl) Voormalige herberg Het Schaekhof, met achterliggend de voormalige brouwerij Den Anker                                   |                       |                                  | Varsenare         | Oude Dorpsweg 71         | 51° 11′ 21″ nord, 3° 06′ 00″ est | 88881               | Téléverser                        |
| (nl) Voormalige herberg Het Schaekhof, met achterliggend de voormalige brouwerij Den Anker                                   |                       |                                  | Varsenare         | Oude Dorpsweg 73         | 51° 11′ 21″ nord, 3° 06′ 00″ est | 88881               | Téléverser                        |
| (nl) Avondrust, 19de-eeuwse villa in ruime omheinde tuin                                                                     |                       |                                  | Varsenare         | Oude Dorpsweg 80         | 51° 11′ 21″ nord, 3° 08′ 29″ est | 88882               | Téléverser                        |
| (nl) Eenvoudige lage dorpswoning                                                                                             |                       |                                  | Varsenare         | Oude Dorpsweg 92         | 51° 11′ 17″ nord, 3° 08′ 32″ est | 88883               | Téléverser                        |
| (nl) Voormalige GEMEENTESCHOOL van Varsenare                                                                                 |                       |                                  | Varsenare         | Oude Dorpsweg 94         | 51° 11′ 15″ nord, 3° 08′ 32″ est | 88884               | Téléverser                        |
| (nl) Stijlvolle alleenstaande herenwoning met voortuin                                                                       |                       |                                  | Varsenare         | Oude Dorpsweg 95         | 51° 11′ 14″ nord, 3° 08′ 35″ est | 88885               | Téléverser                        |
| (nl) Fraaie woning met winkel                                                                                                |                       |                                  | Varsenare         | Oude Dorpsweg 100        | 51° 11′ 12″ nord, 3° 08′ 32″ est | 88886               | Téléverser                        |
| (nl) Vrijstaand burgerhuis met voortuin                                                                                      |                       |                                  | Varsenare         | Oude Dorpsweg 110        | 51° 11′ 09″ nord, 3° 08′ 31″ est | 88887               | Téléverser                        |
| (nl) De Reigerie, voormalige woning van jachtmeester Bousson                                                                 |                       |                                  | Varsenare         | Oudenburgweg 53          | 51° 11′ 13″ nord, 3° 08′ 04″ est | 88888               | Téléverser                        |
| (nl) Het Hof van Proven, monumentale hoeve                                                                                   |                       |                                  | Varsenare         | Popstaelstraat 72        | 51° 11′ 44″ nord, 3° 08′ 47″ est | 88889               | Téléverser                        |
| (nl) Boerenhuis |                       |                                  | Varsenare         | Popstaelstraat 80        | 51° 12′ 00″ nord, 3° 08′ 28″ est | 88890               | Téléverser                        |
| (nl) Strak gerenoveerde hoeve, teruggaand op de in 1674 opgerichte Hofstede Leentie Claes                                    |                       |                                  | Varsenare         | Vaartdijk-Noord 1        | 51° 12′ 37″ nord, 3° 06′ 00″ est | 88891               | Téléverser                        |
| (nl) Hoeve en voormalige herberg De halve mane                                                                               |                       |                                  | Varsenare         | Vaartdijk-Noord 2        | 51° 12′ 34″ nord, 3° 07′ 30″ est | 88892               | Téléverser                        |
| (nl) Herberg Te nieuwwege, deel uitmakend van ensemble                                                                       |                       |                                  | Varsenare         | Vaartdijk-Noord 3        | 51° 12′ 33″ nord, 3° 07′ 29″ est | 88893               | Téléverser                        |
| (nl) Mooie neogotische Mariakapel in de wijk Nieuwege                                                                        |                       |                                  | Varsenare         | Vaartdijk-Noord 4        | 51° 12′ 32″ nord, 3° 07′ 29″ est | 88894               | Téléverser                        |
| (nl) Samenstel van drie woningen, deel uitmakend van ensemble                                                                |                       |                                  | Varsenare         | Vaartdijk-Noord 5        | 51° 12′ 33″ nord, 3° 07′ 27″ est | 88895               | Téléverser                        |
| (nl) Samenstel van drie woningen, deel uitmakend van ensemble                                                                |                       |                                  | Varsenare         | Vaartdijk-Noord 7        | 51° 12′ 33″ nord, 3° 07′ 27″ est | 88895               | Téléverser                        |
| (nl) Voormalig schoolhuis bij de gemeenteschool van Varsenare                                                                |                       |                                  | Varsenare         | Westernieuwweg 3         | 51° 11′ 23″ nord, 3° 08′ 27″ est | 88896               | Téléverser                        |
| (nl) Hoeve Te scotelaere of, sinds 1939, Scholliers hofstede                                                                 |                       |                                  | Varsenare         | Westernieuwweg 56        | 51° 11′ 35″ nord, 3° 08′ 15″ est | 88897               | Téléverser                        |
| (nl) Hoeve met losse bestanddelen                                                                                            |                       |                                  | Varsenare         | Westernieuwweg 65        | 51° 11′ 44″ nord, 3° 08′ 04″ est | 88898               | Téléverser                        |
| (nl) Hoeve met losse bestanddelen op mooi ruim erf                                                                           |                       |                                  | Varsenare         | Westernieuwweg 66        | 51° 11′ 57″ nord, 3° 07′ 50″ est | 88899               | Téléverser                        |
| (nl) Ten Wijngaerde, historische hoeve met twee losse bestanddelen op onverhard erf, ten noorden grenzend aan Tollenaersbeek |                       |                                  | Varsenare         | Westernieuwweg 68        |                                  | 88900               | Téléverser                        |
| (nl) Woonhuis gelegen tegenover het station van Varsenare                                                                    |                       |                                  | Varsenare         | Westernieuwweg 74        | 51° 12′ 13″ nord, 3° 07′ 47″ est | 88901               | Téléverser                        |
| (nl) Voormalig haltegebouw van VARSSENAERE, gebouwd in 1910 langs de lijn Brugge-Oostende                                    |                       |                                  | Varsenare         | Westernieuwweg 76        | 51° 12′ 14″ nord, 3° 06′ 00″ est | 88902               | Téléverser                        |
| (nl) 't Croonken, historische hoeve bestaande uit losse bestanddelen op een mooi onverhard erf                               |                       |                                  | Varsenare         | Westernieuwweg 80        |                                  | 88903               | Téléverser                        |
| (nl) Samenstel van twee lage boerenhuizen                                                                                    |                       |                                  | Varsenare         | Westernieuwweg 81        | 51° 11′ 55″ nord, 3° 07′ 36″ est | 88904               | Téléverser                        |
| (nl) Hoeve, volgens de literatuur Clarahof of Sinte-Claerenhoeve genoemd                                                     |                       |                                  | Varsenare         | Westernieuwweg 86        | 51° 12′ 29″ nord, 3° 07′ 43″ est | 88905               | Téléverser                        |
| (nl) Westwerve, mooie historische hoeve van het langgeveltype                                                                |                       |                                  | Varsenare         | Westernieuwweg 89        | 51° 12′ 08″ nord, 3° 07′ 36″ est | 88906               | Téléverser                        |
| (nl) Hoeve en voormalige herberg De halve mane                                                                               |                       |                                  | Varsenare         | Westernieuwweg 90        | 51° 12′ 33″ nord, 3° 07′ 30″ est | 88907               | Téléverser                        |
| (nl) Klokhofstede, historische hoeve met losse gebouwen opgesteld in U-vorm                                                  |                       |                                  | Varsenare         | Westernieuwweg 98        | 51° 12′ 56″ nord, 3° 07′ 12″ est | 88908               | Téléverser                        |
| (nl) Eenvoudige dorpswoning ca. 1900 gebouwd in opdracht van Emile Jooris-Vermijlen,                                         |                       |                                  | Varsenare         | Zeeweg 4                 | 51° 11′ 22″ nord, 3° 08′ 59″ est | 88909               | Téléverser                        |
| (nl) Kasteeldomein De Zandberg                                                                                               |                       |                                  | Varsenare         | Zeeweg 34                | 51° 11′ 11″ nord, 3° 09′ 07″ est | 88910               | Téléverser                        |
| (nl) Kasteeldomein De Zandberg                                                                                               |                       |                                  | Varsenare         | Zeeweg 36                | 51° 11′ 11″ nord, 3° 09′ 07″ est | 88910               | Téléverser                        |
| (nl) Voormalige hovenierswoning van het kasteeldomein De Zandberg, gelegen op het domein van de historische De Cleene Thems  |                       |                                  | Varsenare         | Zeeweg 48                |                                  | 88911               | Téléverser                        |
| (nl) Arduinen zuil in de tuin van nr. 10                                                                                     |                       |                                  | Jabbeke           | Flamincka Park           | 51° 11′ 20″ nord, 3° 04′ 50″ est | 88914               | Téléverser                        |
| (nl) Hoeve van het langgeveltype                                                                                             |                       |                                  | Jabbeke           | Weststraat 47            | 51° 11′ 04″ nord, 3° 04′ 57″ est | 88915               | Téléverser                        |
| (nl) Hoeve uit 1781 |                       |                                  | Jabbeke           | Ettelgemstraat 20        | 51° 10′ 51″ nord, 3° 04′ 56″ est | 88916               | Téléverser                        |